# La Vera de la Sierra
La Vera de la Sierra es una de las comarcas de Segovia, situada en la provincia de Segovia (Castilla y León, España). Está conformada por la localidades adyacentes a la Sierra de Guadarrama y atravesadas por la Cañada real Soriana Occidental, llamada en este tramo Cañada de La Vera de la Sierra.
Con una población en 2022 de 31 396 habitantes y de límites poco definidos, se puede segmentar en dos sub-comarcas, cortadas por la el eje de la ciudad de Segovia, la que está situada más al sur presenta un desarrollo urbanístico y poblacional mayor a la del norte debido a la influencia de Segovia y Madrid.

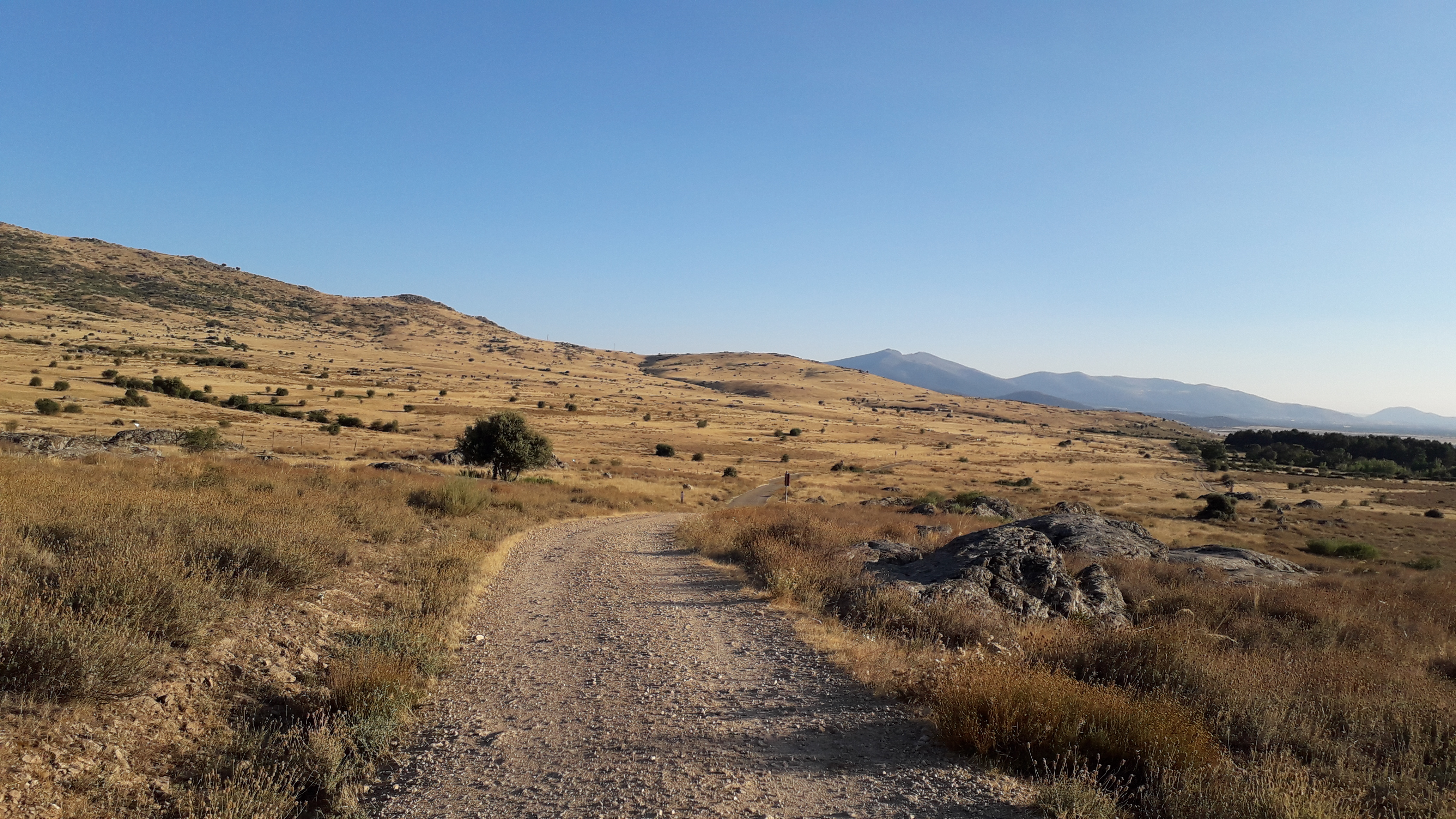
Cañada de la Vera de la Sierra a su paso por Trescasas

Esta comarca es una división no oficial de los Partidos Judiciales de Segovia y Sepúlveda y de las Comunidades medievales de Segovia, Pedraza y Sepúlveda.

## Integrantes
- En la zona norte se pueden situar: Aldealengua de Pedraza, Arconcillos, Arcones, Cañicosa, Casla, Castroserna de Arriba, Castillejo, Ceguilla, Colladillo, Collado Hermoso, Cotanillo, Valle de San Pedro, Galíndez, Gallegos, Huerta, La Salceda, Martincano, Matabuena, Matamala, Navafría, Prádena, Sotosalbos y Torreval de San Pedro.[6] En 2022, 1935 habitantes.
- En el límite del norte y el sur: Santo Domingo de Pirón y Basardilla.[2] En 2022, 204 habitantes.
- En la zona sur: Torrecaballeros, Cabanillas del Monte, Trescasas, Sonsoto, Tabanera del Monte, Palazuelos de Eresma, urbanizaciones de Santa María de Robledo, La Granja, Valsaín, Pradera de Navalhorno, Revenga (anejo de Segovia), Navas de Riofrío, La Losa, Ortigosa del Monte, Otero de Herreros y El Espinar.[2][3] En 2022, 26147 habitantes.
- San Cristóbal de Segovia, muy próximo a Segovia y antiguo anejo de Palazuelos, se ha situado indistintamente dentro y fuera de la zona sur de la comarca.[3] En 2022, 3110 habitantes.